# Hypolepis aquilinaris
Hypolepis aquilinaris là một loài thực vật có mạch trong họ Dennstaedtiaceae. Loài này được (Fée) H. Christ miêu tả khoa học đầu tiên năm 1902.